# Goreli Gai
Goreli Gai (en rus: Горелый Гай) és un poble de l'óblast de Saràtov, a Rússia, segons el cens del 2010 tenia 212 habitants. Pertany al districte municipal d'Ivantéievka.